# Втрати 23-го окремого стрілецького батальйону
Перелік втрат 23-го окремого стрілецького батальйону встановлено за наявними відкритими джерелами та не може вважатися повним.
Нагороджені орденом «За мужність» III ступеня:
31 військовослужбовець у 2023 році посмертно:
- Молодший сержант Арестанов Костянтин Володимирович
- Солдат Барвіцький Микола Іванович
- Старший сержант Берестенко Семен Семенович[3]
- Старший сержант Болдирєв Олексій Сергійович
- Старший сержант Горзов Василь Михайлович[4]
- Старший солдат Дімітрюк Олексій Володимирович
- Старший солдат Єфімов Дмитро Валентинович
- Старший солдат Задорожний Євген Павлович
- Солдат Іпатій Іван Юрійович[5]
- Солдат Коваленко Володимир Вікторович
- Старший солдат Корчак Ігор Валерійович
- Сержант Лазаренко В'ячеслав Миколайович
- Молодший сержант Литвиненко Олег Анатолійович
- Старший солдат Марченко Роман Сергійович
- Старший солдат Марченко Ярослав Миколайович
- Солдат Омельчук Антон Анатолійович
- Солдат Півень Дмитро Олександрович[6]
- Солдат Полова Кирило Борисович
- Старший сержант Рябуха Артем Григорович[7]
- Солдат Свіргун Віктор Михайлович[8]
- Солдат Сірик Юрій Володимирович
- Солдат Смаль Роман Борисович
- Солдат Солоха Роман Сергійович
- Солдат Стрехо Дмитро Леонідович
- Солдат Сутулін Анатолій Анатолійович
- Солдат Федюк Леонід Богданович[9][10]
- Старший солдат Царенко Максим Володимирович
- Старший солдат Шевель Олександр Вікторович
- Солдат Шльонкін Олег Олегович
- Штаб-сержант Шматко Юрій Андрійович[11]
- Молодший сержант Яценко Віталій Вікторович[12]

Нагороджені орденом «За мужність» III ступеня:
8 військовослужбовців у 2025 році посмертно: 
- Капітан Внуков Юрій Станіславович
- Сержант Грибовський Яків Михайлович
- Солдат Зайцев В'ячеслав В'ячеславович
- Сержант Косенко Антон Сергійович
- Молодший сержант Кучма Євгеній Васильович
- Молодший сержант Марченко Павло Володимирович
- Молодший сержант Манько Дмитро Сергійович
- Головний сержант Тур Євгеній Олексійович

## Матеріали
- [ Втрати 23-го стрілецького батальйону] // Книга Пам'яті